# Galatás
Galatás (en griego, Γαλατάς) es un pueblo de Grecia ubicado en la isla de Creta. Pertenece a la unidad periférica de Heraclión, al municipio de Minoa Pediada y a la unidad municipal de Thrapsanó. En el año 2011 contaba con una población de 85 habitantes.

## Palacio y asentamiento minoico
En el territorio de Galatás se han encontrado restos arqueológicos cuyas primeras excavaciones fueron dirigidas por Giorgos Rethemiotakis entre 1992 y 1997 y prosiguieron en años posteriores. 
Es destacable el hallazgo de un asentamiento y un palacio minoico cuyas características difieren de las de otros palacios minoicos cretenses, puesto que su gran patio central pavimentado y con columnas se ha relacionado con la gran sala central que aparece en los palacios micénicos. No lejos de este lugar se encuentra el yacimiento de Arkalojori, donde también se han hallado restos minoicos que se han relacionado con este palacio.
En el palacio de Galatás se han hallado gran cantidad de herramientas de piedra que indican que aquí se desarrollaba una labor artesanal intensa. El ala este, que se utilizaba para cocina, para realizar banquetes ceremoniales y como lugar de reunión, es la mejor conservada. El ala norte era un lugar residencial de los funcionarios del palacio.
La construcción del palacio se inició en el periodo minoico medio, hacia 1700-1650 a. C., aunque previamente había un asentamiento en el área donde se hallaba, y se completó entre 1650-1600 a. C., coincidiendo con el apogeo de la época neopalacial. Entre 1600 y 1500 a. C. se inició su declive y fue destruido poco después.